# Pela Atroshi
Pela Atroshi, född 12 oktober 1979 i Duhok Kurdistan, död 24 juni 1999 i Duhok Kurdistan, var en kurdisk kvinna, som vid 19 års ålder dödades i ett hedersrelaterat mord. 

## Mordet
Mordet på Pela Atroshi inträffade tidigt på morgonen när Atroshi var på besök vid familjens hus i Duhok Kurdistan. Vittne till mordet blev förutom modern Fatima även systern Breen, som senare i Sverige vittnade inför rätten om mordet. Rättegången resulterade i att hennes två farbröder, Rezkar och Dakhaz, dömdes till livstids fängelse som skulle avtjänas på kriminalanstalten Hall. Pelas far, Agid, erkände mordet och dömdes i Kurdistan till fängelsestraff. Han avtjänade sex månader i Kurdiskt fängelse.
Pela blev begraven i vita kläder och vit slöja. Hon ligger i en namnlös grav för att hon anses ha vanärat släktens namn.
Mordet på Atroshi gav upphov till bildandet av föreningen GAPF – Glöm aldrig Pela och Fadime, som vill verka för mer information kring hedersrelaterade brott.